# 26 czerwca
26 czerwca jest 177. (w latach przestępnych 178.) dniem w kalendarzu gregoriańskim. Do końca roku pozostaje 188 dni.

## Święta
- Imieniny obchodzą: Dawid, Edburga, Jan, Jeremi, Jeremiasz, Maksanty, Maksencjusz, Mirogod, Paweł, Pelagia, Pelagiusz, Salwia, Salwiusz, Wigiliusz i Zdziwoj.
- Azerbejdżan – Święto Sił Zbrojnych
- Madagaskar, Somalia – Święto Niepodległości
- Międzynarodowe (ustanowione przez Zgromadzenie Ogólne ONZ):
  - Międzynarodowy Dzień Zapobiegania Narkomanii
  - Międzynarodowy Dzień Pomocy Ofiarom Tortur
- Wspomnienia i święta w Kościele katolickim[1][2] obchodzą:
  - bł. Andrzej Jacek Longhin (biskup)
  - bł. Jakub z Ghaziru (prezbiter)
  - święci Jan i Paweł (męczennicy)
  - św. Maksencjusz (opat z Poitou)
  - św. Pelagiusz z Kordoby (męczennik)[3]
  - św. Józef Maria Escrivá de Balaguer (założyciel i pierwszy prałat Opus Dei)
  - św. Wigiliusz z Trydentu (biskup)
  - św. Zygmunt Gorazdowski (prezbiter)

## Wydarzenia w Polsce
- 1295 – Przemysł II został koronowany w Gnieźnie na króla Polski. Od tego dnia orzeł biały jest symbolem Polski.
- 1407 – Ulrich von Jungingen został wielkim mistrzem zakonu krzyżackiego.
- 1424 – Przez teren Polski przechodził pas całkowitego zaćmienia Słońca.
- 1579 – Król Stefan Batory wypowiedział wojnę Rosji.
- 1656 – Potop szwedzki: w Malborku zawarto traktat pomiędzy elektorem Brandenburgii Fryderykiem Wilhelmem I a królem Szwecji Karolem X Gustawem, na mocy którego elektor, w zamian za pomoc militarną, miał otrzymać 4 województwa, które połączyłyby Prusy Książęce z Branbenburgią.
- 1792 – Stanisław August Poniatowski nadał Olkienikom prawo magdeburskie i herb miejski.
- 1794 – Insurekcja kościuszkowska: porażka powstańców w bitwie pod Sołami.
- 1812 – W Warszawie rozpoczęły się obrady nadzwyczajnego Sejmu Księstwa Warszawskiego, które miały na celu zawiązanie Konfederacji Generalnej oraz proklamowanie przywrócenia Królestwa Polskiego.
- 1833 – W Królestwie Polskim wprowadzono stan wojenny (zniesiony w 1856).
- 1841 – W nocy z 25 na 26 czerwca spłonęły doszczętnie krakowskie bursy Filozofów i Jerozolimska.
- 1906 – W Warszawie założono Towarzystwo Opieki nad Zabytkami Przeszłości (TOnZP).
- 1929 – Były minister skarbu Gabriel Czechowicz stanął przed Trybunałem Stanu w związku z nieprawidłowym wykorzystaniem nadwyżek budżetowych skarbu państwa.
- 1930 – W Poznaniu rozpoczął się krajowy kongres eucharystyczny.
- 1939 – Minister rolnictwa i reform rolnych wydał zarządzenie O uznaniu nadleśnictwa Jaworzyna i Zakopane w krakowsko-śląskim okręgu lasów państwowych za lasy ochronne i o utworzeniu jednostki organizacyjnej szczególnej pod nazwą Park Przyrody w Tatrach.
- 1941:
  - Masakry więzienne NKWD: rozpoczęła się likwidacja więźniów przetrzymywanych w więzieniu w Brzeżanach w dawnym województwie tarnopolskim i w Dobromilu w dawnym województwie lwowskim, których zamordowano zarówno na terenie dobromilskiego aresztu, jak i kopalni soli w Salinie.
  - Żołnierze Wehrmachtu spacyfikowali wieś Słochy Annopolskie na Podlasiu, mordując co najmniej 58 osób.
- 1944 – Powstanie zamojskie: klęska polskich oddziałów partyzanckich w bitwie pod Osuchami.
- 1960 – Udostępniono do zwiedzania okręt-muzeum ORP „Burza” przy skwerze Tadeusza Kościuszki w Gdyni.
- 1965 – W Gdańsku odsłonięto pomnik Jana III Sobieskiego.
- 1967 – Arcybiskup metropolita krakowski Karol Wojtyła został mianowany kardynałem przez papieża Pawła VI.
- 1971 – O godz. 19:50 piorun uderzył w magazyn ropy naftowej rafinerii w Czechowicach-Dziedzicach. Po godz 1:00 nastąpił wyrzut płonącej ropy, w wyniku którego zginęło 37 strażaków i osób biorących udział w akcji. Pożar ugaszono po ponad 70 godzinach.
- 1972:
  - FSO rozpoczęła produkcję modelu Syrena 105.
  - Papież Paweł VI ustanowił nowe diecezje i metropolie na Ziemiach Odzyskanych.
- 1974 – Sejm PRL uchwalił Kodeks pracy.
- 1976 – 7 górników zginęło w pożarze w KWK „Miechowice” w Bytomiu.
- 1977 – Otwarto Tor Kielce.
- 1986 – Na antenie TVP1 wyemitowano premierowe wydanie Teleexpressu.
- 1989 – Premiera filmu psychologicznego Światło odbite w reżyserii Andrzeja Titkowa.
- 1991 – W Mławie rozpoczęły się zamieszki antyromskie.
- 2004 – Powstała Liga Polskich Miast i Miejsc UNESCO z siedzibą w Toruniu.
- 2007 – Król Arabii Saudyjskiej Abd Allah ibn Abd al-Aziz Al Su’ud został 800. kawalerem Orderu Uśmiechu.
- 2009 – W Łodzi otwarto halę widowiskowo-sportową Atlas Arena.
- 2014 – Otwarto polsko-ukraińskie drogowe przejście graniczne Dołhobyczów-Uhrynów.

## Wydarzenia na świecie

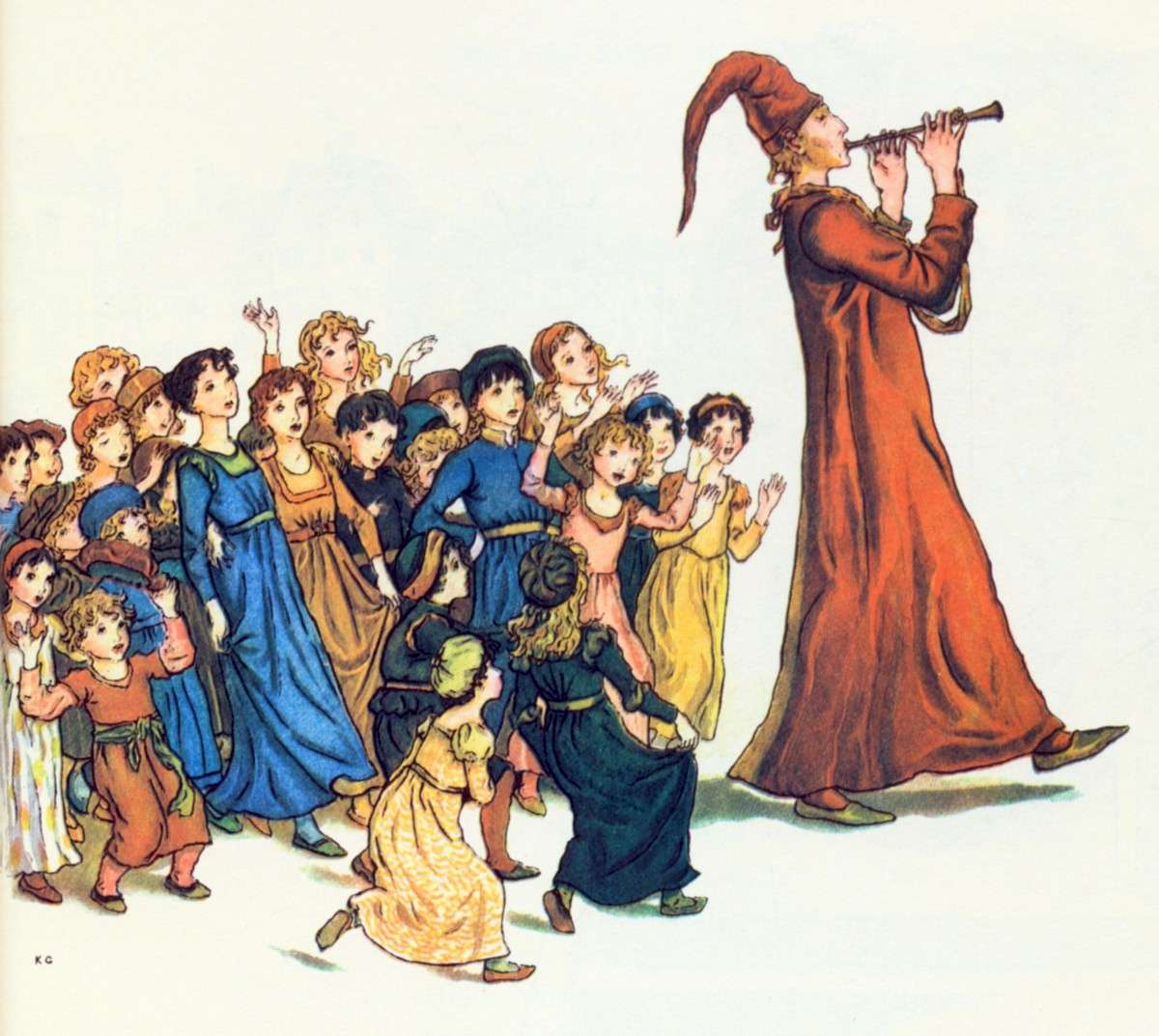
Szczurołap z Hameln

- 4 – Pierwszy cesarz rzymski Oktawian August adoptował Tyberiusza i uznał go za następcę tronu.
- 221 – Cesarz rzymski Heliogabal adoptował swego kuzyna Aleksandra Sewera i uznał go za następcę tronu.
- 363 – Cesarz rzymski Julian Apostata zginął podczas wyprawy wojennej w walce z Persami.
- 684 – Benedykt II został papieżem.
- 1147 – Flota Obodrzyców pod wodzą Niklota zdobyła Lubekę
- 1243 – Mongołowie pod wodzą Bajdżu zadali druzgocącą klęskę armii sułtana Rum Kaj Chusrau II w bitwie pod Köse Dağ.
- 1284 – Według legendy szczurołap z Hameln, po odmówieniu mu zapłaty, wywabił z tego niemieckiego miasteczka wszystkie dzieci.
- 1402 – Zwycięstwo wojsk mediolańskich nad bolońskimi w bitwie pod Casalecchio.
- 1404 – Wielki książę litewski Witold Kiejstutowicz zajął Smoleńsk, mianował w nim swojego namiestnika i obsadził polską załogą.
- 1409 – Aleksander V został antypapieżem obediencji pizańskiej.
- 1472 – Rozpoczął działalność pierwszy bawarski uniwersytet w Ingolstadt.
- 1483 – Ryszard III York został królem Anglii.
- 1492 – Na rozkaz króla Francji Karola VIII Walezjusza wyprawa pod wodzą Antoine’a de Ville dokonała pierwszego wejścia na Mont Aiguille w Prealpach Delfinackich.
- 1522 – Turcy rozpoczęli oblężenie należącej do joannitów wyspy Rodos.
- 1529 – Zakończyła się I wojna kappelska między protestanckimi a katolickimi miastami Szwajcarii.
- 1539 – Wojska Szefa Szaha Suriego pokonały w bitwie pod Ćausą siły władcy Wielkich Mogołów Humajuna.
- 1541 – W pałacu gubernatora w Limie został zamordowany hiszpański konkwistador Francisco Pizarro.
- 1573 – Wojny religijne hugenockie: zakończyło się nieudane oblężenie La Rochelle przez wojska katolickie.
- 1612 – Maciej Habsburg został koronowany na cesarza rzymsko-niemieckiego.
- 1630 – Wojna trzydziestoletnia: w Peenemünde u ujścia rzeki Piany wylądowały wojska szwedzkie pod wodzą króla Gustawa II Adolfa.
- 1667 – Odbyła się koronacja papieska Klemensa IX.
- 1673 – Wojna Francji z koalicją hiszpańsko-austriacko-lotaryńską: wojska francuskie pod wodzą Sébastiena Vaubana zdobyły po oblężeniu Maastricht.
- 1656 – VI wojna wenecko-turecka: zwycięstwo floty weneckiej w bitwie pod Hellespontem (26–27 czerwca).
- 1673 – Wojna Francji z koalicją hiszpańsko-austriacko-lotaryńską: kapitulacja garnizonu holendersko-hiszpańskiego w Maastricht.
- 1759 – Wojna siedmioletnia: wojska brytyjskie zdobyły i splądrowały wyspę Île d’Orléans leżącą w estuarium Rzeki Świętego Wawrzyńca na południowym wschodzie Quebecu.
- 1794 – I koalicja antyfrancuska: zwycięstwo wojsk francuskich nad austriackimi w II bitwie pod Fleurus.
- 1803 – Szwecja zwróciła warunkowo Meklemburgii zajmowany przez nią od 1648 roku Wismar w zamian za 1,258 mln dalerów.
- 1826 – Została zlikwidowana istniejąca od 1440 roku mikroskopijna republika Cospaia o powierzchni ok. 500 m², obecnie część miasta San Giustino w środkowych Włoszech.
- 1830 – Wilhelm IV został królem Wielkiej Brytanii i Hanoweru.
- 1843 – Wszedł w życie traktat nankiński kończący I wojnę opiumową między Wielką Brytanią a Chinami. Na jego mocy m.in. Hongkong przeszedł „po wsze czasy” pod panowanie brytyjskie.
- 1844 – W Nowym Jorku owdowiały urzędujący prezydent USA John Tyler ożenił się po raz drugi z Julią Gardiner.
- 1847 – Uruchomiono pierwszą linię kolejową w Danii (Kopenhaga-Roskilde).
- 1848 – W Paryżu zostało zdławione powstanie czerwcowe.
- 1857 – Królowa Wiktoria wręczyła pierwsze Krzyże Wiktorii 66 weteranom wojny krymskiej.
- 1862 – Wojna secesyjna: taktyczne zwycięstwo wojsk Unii w bitwie nad Beaver Dam Creek.
- 1866 – Wojna prusko-austriacka: zwycięstwo wojsk pruskich w bitwie pod Podolem.
- 1870 – W Monachium odbyła się prapremiera opery Walkiria Richarda Wagnera.
- 1877 – X wojna rosyjsko-turecka: zwycięstwo wojsk rosyjskich w bitwie pod Swisztowem.
- 1891 – Powstała najstarsza argentyńska partia polityczna Radykalna Unia Obywatelska (UCR).
- 1902 – Luigi Carnera i Max Wolf odkryli planetoidę (488) Kreusa.
- 1904 – Założono szwedzki klub piłkarski IF Elfsborg.
- 1906 – Na torze w Le Mans odbył się pierwszy wyścig samochodowy o Grand Prix Francji.
- 1907:
  - Brytyjski transatlantyk „Majestic” wypłynął z Southampton w swój dziewiczy rejs do Nowego Jorku.
  - W Tbilisi Józef Stalin przeprowadził wraz z innymi gruzińskimi bolszewikami napad na transport pieniędzy z jednego z lokalnych banków.
- 1910 – António Teixeira de Sousa został premierem Portugalii.
- 1913 – Założono miasto Avalon w Kalifornii.
- 1916 – Uruchomiono komunikację tramwajową w Archangielsku na północy Rosji.
- 1918 – I wojna światowa: w Cieśninie Kaletańskiej zatonął po wejściu na minę niemiecki okręg podwodny SM UC-11, w wyniku czego zginęło 19 spośród 20 członków załogi.
- 1919 – Ukazało się pierwsze wydanie dziennika „New York Daily News”.
- 1920 – António Maria da Silva został premierem Portugalii.
- 1924 – Amerykańskie wojska opuściły po 8 latach okupacji Dominikanę.
- 1930 – W Moskwie rozpoczął się XVI zjazd  WKP(b).
- 1935 – W III Rzeszy wydano zarządzenie o obowiązkowej sześciomiesięcznej pracy na rzecz państwa przez mężczyzn w wieku 18–25 lat. Obowiązek miał być wypełniony poprzez pracę w Reichsarbeitsdienst.
- 1936:
  - Ewald Rohlfs odbył pierwszy w historii swobodny lot helikopterem (Focke-Wulf Fw 61).
  - Nikaragua wystąpiła z Ligi Narodów.
- 1940:
  - W ZSRR zniesiono kalendarz radziecki.
  - ZSRR wystosował ultimatum wobec Rumunii z żądaniem oddania Besarabii i północnej Bukowiny.
- 1941:
  - Po zajęciu miasta Szawle na Litwie Niemcy rozstrzelali około tysiąca miejscowych Żydów.
  - W obozie dla polskich jeńców i uchodźców wojennych w Prawieniszkach na Litwie NKWD dokonało masakry 477 osób.
  - W wyniku trzęsienia ziemi o magnitudzie 7,7-8,1 z epicentrum na Andamanach w Zatoce Bengalskiej i wywołanego przez nie tsunami zginęło ok. 8 tys. osób.
  - Zakończył się tzw. „marsz śmierci“ trasą Mińsk-Czerwień, w trakcie którego NKWD zamordowało od 5 tys. do 7 tys. polskich, białoruskuch i litewskich więźniów ewakuowanych po ataku Niemiec na ZSRR. Do Czerwienia dotarło ok. 2 tys., z czego na przedmieściach rozstrzelano kilkaset osób.
- 1942 – Dokonano oblotu amerykańskiego pokładowego samolotu myśliwsko-bombowego Grumman F6F Hellcat.
- 1944: 
  - Kampania włoska: ponad 100 osób zginęło, a 60 zostało rannych w wyniku brytyjskiego nalotu bombowego na San Marino.
  - Wojna na Pacyfiku: japoński statek „Harugiku Maru”, przewożący około 1200 alianckich jeńców wojennych, został zatopiony w Cieśninie Malakka przez brytyjski okręt podwodny HMS „Truculent”, w wyniku czego zginęło ok. 180 osób.
- 1945:
  - Powstała wschodnioniemiecka Unia Chrześcijańsko-Demokratyczna (CDU).
  - W San Francisco podpisano Kartę Narodów Zjednoczonych.
- 1948:
  - Dwa dni po wprowadzeniu radzieckiej lądowej blokady Berlina uruchomiono amerykański most powietrzny.
  - Reprezentacja Polski w piłce nożnej poniosła najwyższą porażkę w swej historii, przegrywając 0:8 z Danią w Kopenhadze. W meczu tym swój jedyny reprezentacyjny występ zaliczył Kazimierz Górski.
- 1950:
  - Gen. Hadż Ali Razmara został premierem Iranu.
  - W katastrofie należącego do linii Australian National Airways samolotu Douglas DC-4 koło Yorku w Australii Zachodniej zginęło wszystkich 29 osób na pokładzie.
  - Zwycięstwo wojsk północnokoreańskich w bitwie pod Korangp’o, jednym z pierwszych starć w czasie wojny koreańskiej.
- 1953 – Został aresztowany Ławrientij Beria.
- 1954 – Uruchomiono pierwszą na świecie elektrownię jądrową w Obninsku.
- 1959:
  - Krótko po starcie z Mediolanu rozbił się mający lecieć do Paryża Lockheed 1649A należący do amerykańskich linii TWA, w wyniku czego zginęło wszystkich 68 osób na pokładzie.
  - Otwarto Drogę Wodną Świętego Wawrzyńca w Kanadzie i USA.
- 1960 – Madagaskar uzyskał niepodległość (od Francji).
- 1962 – Założono hiszpański klub piłkarski SD Compostela.
- 1963:
  - Lewi Eszkol został premierem Izraela.
  - Prezydent USA John F. Kennedy, podczas przemówienia wygłoszonego w Berlinie Zachodnim z okazji 15. rocznicy uruchomienia amerykańskiego mostu powietrznego, wypowiedział słynne słowa: Ich bin ein Berliner (Jestem berlińczykiem).
- 1966 – Otwarto ogród zoologiczny w norweskim Kristiansand.
- 1968 – W Czechosłowacji zniesiono cenzurę.
- 1973 – 9 osób zginęło w wyniku eksplozji rakiety Kosmos 11K65M na radzieckim kosmodromie w Plesiecku.
- 1974 – Podczas piłkarskich Mistrzostw Świata w RFN Polska pokonała na Neckarstadion w Stuttgarcie Szwecję 1:0.
- 1975:
  - Premier Indira Gandhi wprowadziła stan wyjątkowy w Indiach.
  - W incydencie zbrojnym w Oglala w rezerwacie Pine Ridge zginęło dwóch agentów FBI i Indianin z Ruchu Indian Amerykańskich (AIM).
- 1976 – Otwarto wieżę telewizyjną w Toronto.
- 1977 – W Indianapolis odbył się ostatni koncert Elvisa Presleya.
- 1979 – Premiera brytyjskiego filmu sensacyjnego Moonraker w reżyserii Lewisa Gilberta.
- 1980 – Prezydent Syrii Hafiz al-Asad został lekko ranny w zamachu zorganizowanym przez Braci Muzułmańskich.
- 1981:
  - Na konferencji Organizacja Jedności Afrykańskiej w Nairobi uchwalono Afrykańską Kartę Praw Człowieka i Ludów.
  - W więzieniu w Lipsku wykonano ostatni w historii NRD i Niemiec wyrok śmierci na skazanym za planowanie zdrady pułkowniku Stasi Wernerze Teske.
- 1982 – W Genewie USA i ZSRR rozpoczęły rokowania rozbrojeniowe START I.
- 1986 – Na pokładzie samolotu izraelskich linii lotniczych El Al krótko przed odlotem z Madrytu wybuchła bomba umieszczona w bagażu. Rannych zostało 12 osób.
- 1987 – 50 osób zginęło w katastrofie samolotu Hawker Siddeley 748 na Filipinach.
- 1988 – 3 osoby zginęły, a 50 zostało rannych w katastrofie Airbusa A320 podczas pokazów lotniczych w Habsheim we Francji.
- 1990:
  - Lider Afrykańskiego Kongresu Narodowego Nelson Mandela wygłosił przemówienie na wspólnej sesji obu izb Kongresu USA.
  - W zakładach w Kujbyszewie (obecnie Samara) zakończono montaż polskiego samolotu Tu-154M nr boczny 101, który uległ katastrofie w Smoleńsku.
- 1992 – W finale rozgrywanych w Szwecji piłkarskich Mistrzostw Europy Dania pokonała na stadionie Ullevi w Göteborgu Niemcy 2:0.
- 1993 – We francuskiej Tuluzie oddano do użytku pierwszą linię metra.
- 1994: 
  - Odbyła się I tura wyborów prezydenckich na Ukrainie. Do II tury przeszli: urzędujący prezydent Łeonid Krawczuk i Łeonid Kuczma.
  - W stolicy Ugandy, Kampali, uzbrojony w karabinek wojskowy żołnierz zastrzelił 26 osób na weselu i ranił 13 innych, po czym został zlinczowany przez ojca jednej z ofiar.
- 1995 – W stolicy Etiopii Addis Abebie doszło do nieudanego zamachu na prezydenta Egiptu Husniego Mubaraka.
- 1996 – Gulbuddin Hekmatjar po raz drugi został premierem Afganistanu.
- 1997:
  - Bertie Ahern został premierem Irlandii.
  - Ukazała się powieść fantasy Harry Potter i Kamień Filozoficzny brytyjskiej pisarki J.K. Rowling, pierwsza z siedmiotomowej serii książek o Harrym Potterze.
- 1999 – Otwarto Millennium Stadium w Cardiff.
- 2000:
  - Brytyjczyk Adrian Nicholas oddał udany skok ze spadochronem zbudowanym według projektu Leonarda da Vinci.
  - Papież Jan Paweł II ujawnił treść trzeciej tajemnicy fatimskiej.
- 2004:
  - Na Słowacji odkryto najdłuższą tatrzańską jaskinię Cień Księżyca.
  - Urzędujący prezydent Islandii Ólafur Ragnar Grímsson został wybrany na II kadencję.
- 2006 – Niemiecka lewicowa gazeta „Die Tageszeitung” opublikowała artykuł Młody polski kartofel. Dranie, które chcą rządzić światem, ukazujący w satyryczny sposób prezydenta Lecha Kaczyńskiego i jego brata Jarosława.
- 2007 – Benedykt XVI przywrócił tradycyjne zasady wyboru papieża, według których kandydat musi uzyskać ⅔ głosów.
- 2008 – Izba niższa hiszpańskich Kortezów Generalnych ratyfikowała Traktat lizboński.
- 2010 – Ahmed M. Mahamoud Silanyo wygrał wybory prezydenckie w nieuznawanym przez społeczność międzynarodową Somalilandzie.
- 2011 – Członkowie nigeryjskiej islamistycznej sekty bojówkarskiej Boko Haram przeprowadzili zamachy na 3 piwiarnie w Maiduguri, zabijając co najmniej 25 osób.
- 2012 – Linie lotnicze Air Finland ogłosiły upadłość.
- 2013 – Abd Allah ibn Nasir ibn Chalifa Al Sani został premierem Kataru.
- 2015:
  - W samobójczym zamachu bombowym na meczet w mieście Kuwejt zginęło 27 osób, a 227 zostało rannych.
  - W zamachu na plaży w tunezyjskim kurorcie Susa zginęło 39 osób (w tym napastnik), a 36 zostało rannych.
- 2016:
  - 17 żołnierzy kolumbijskich zginęło w katastrofie śmigłowca transportowego Mi-17 w górskim terenie prowincji Caldas w środkowej części kraju.
  - Na Krecie zakończył się Wielki i Święty Sobór Wszechprawosławny Kościoła Wschodniego.
  - Po 9 latach rozbudowy Kanału Panamskiego przepłynął przez niego chiński kontenerowiec „Cosco Shipping Panama”, tym samym dokonując jego otwarcia dla większych jednostek.
- 2022 – Hamza Abdi Barre został premierem Somalii.

## Eksploracja kosmosu
- 1960 – Badająca przestrzeń międzyplanetarną między Ziemią a Wenus amerykańska sonda Pioneer 5 wykonała ostatnią transmisję z rekordowej wówczas odległości 36,4 mln km.
- 2013 – Zakończyła się chińska załogowa misja kosmiczna Shenzhou 10.

## Urodzili się
- 12 p.n.e. – Agrypa Postumus, rzymski polityk (zm. 14)
- 1497 – Ernest I Wyznawca, książę Lüneburga-Celle (zm. 1546)
- 1575 – Anna Katarzyna Hohenzollern, królowa duńska i norweska (zm. 1612)
- 1582 – Johannes Schultz, niemiecki kompozytor (zm. 1653)
- 1589 – Lorentz Lossius, norweski górnik, inżynier pochodzenia niemieckiego (zm. 1664)
- 1600 – Jan de Palafox y Mendoza, hiszpański duchowny katolicki, biskup Puebla de los Angeles i Osmy, wicekról Nowej Hiszpanii, błogosławiony (zm. 1659)
- 1640 – Jan Władysław Poczobut-Odlanicki, polski szlachcic, polityk (zm. 1703)
- 1661 – Baltazar Fontana, włoski rzeźbiarz, sztukator (zm. 1733)
- 1681 – Jadwiga Zofia Wittelsbach, księżniczka szwedzka, księżna i regentka Holsztynu-Gottorp (zm. 1708)
- 1694 – Georg Brandt, szwedzki chemik, mineralog (zm. 1768)
- 1699 – Marie Thérèse Rodet Geoffrin, francuska właścicielka salonu literackiego (zm. 1777)
- 1702 – Philip Doddridge, brytyjski duchowny i teolog protestancki (zm. 1751)
- 1726 – Wiktor Amadeusz III, król Sardynii (zm. 1796)
- 1730 – Charles Messier, francuski astronom (zm. 1817)
- 1735 – Joseph Ducreux, francuski malarz portrecista i miniaturzysta (zm. 1802)
- 1741 – John Langdon, amerykański wojskowy, przedsiębiorca, polityk, senator (zm. 1819)
- 1749 – Karl Bühler, rosyjski hrabia, dyplomata, polityk pochodzenia niemieckiego (zm. 1811)
- 1753 – Antoine de Rivarol, francuski pisarz (zm. 1801)
- 1758 – Christian Gottlieb Reichard, niemiecki kartograf (zm. 1837)
- 1763 – George Morland, brytyjski malarz (zm. 1804)
- 1764 – Jan Paweł Łuszczewski, polski polityk (zm. 1812)
- 1778 – (lub 1776) Giacomo Monico, włoski duchowny katolicki, patriarcha Wenecji, kardynał (zm. 1851)
- 1788 – Karl Christian Vogel von Vogelstein, niemiecki malarz (zm. 1868)
- 1796 – Jan Paweł Lelewel, polski inżynier, urbanista, malarz (zm. 1847)
- 1797 – Michał Mateusz Stadnicki, polski duchowny greckokatolicki, ordynariusz łucko-ostrogski, teolog, prawnik (ur. 1747)
- 1798 – Josiah Warren, amerykański anarchoindywidualista, wynalazca, muzyk, pisarz (zm. 1874)
- 1801 – Philipp Eduard Huschke, niemiecki prawnik, wykładowca akademicki (zm. 1886)
- 1802 – Gottfried Thomasius, niemiecki duchowny i teolog luterański, wykładowca akademicki (zm. 1875)
- 1803 – Antoni Feliks Barciński, polski matematyk, ekonomista, wykładowca akademicki, urzędnik państwowy (zm. 1878)
- 1817:
  - Branwell Brontë, brytyjski malarz, prozaik, poeta (zm. 1848)
  - Bernhard Windscheid, niemiecki filozof i dogmatyk prawa (zm. 1892)
- 1819 – Abner Doubleday, amerykański generał (zm. 1893)
- 1821:
  - Adolf Jellinek, austriacki naukowiec, kaznodzieja pochodzenia żydowskiego (zm. 1893)
  - Bartolomé Mitre, argentyński wojskowy, polityk, prezydent Argentyny (zm. 1906)
- 1822 – Jakob Dubs, szwajcarski polityk, prezydent Szwajcarii (zm. 1879)
- 1824 – William Thomson, brytyjski arystokrata, fizyk, matematyk, przyrodnik pochodzenia irlandzkiego (zm. 1907)
- 1826 – Adolf Bastian, niemiecki etnolog (zm. 1905)
- 1827 – Kajetana Sterni, włoska zakonnica, błogosławiona (zm. 1889)
- 1835 – Ottó Herman, węgierski ornitolog, entomolog, polityk (zm. 1914)
- 1836 – Manuel Gómez-Moreno González, hiszpański malarz, archeolog (zm. 1918)
- 1841 – Paul Wallot, niemiecki architekt, budowniczy (zm. 1912)
- 1845 – Oswald Collmann, niemiecki filolog, historyk, bibliotekarz, nauczyciel (zm. 1912)
- 1847 – Nemezja Valle, włoska zakonnica, błogosławiona (zm. 1916)
- 1852 – Adolfina Zimajer, polska aktorka, śpiewaczka operowa i operetkowa, dyrektorka teatru (zm. 1939)
- 1853:
  - Aniela Borne, polska posiadaczka ziemska, nauczycielka, pamiętnikarka (zm. 1921)
  - Frederick H. Evans, brytyjski fotograf (zm. 1943)
- 1854 – Robert Borden, kanadyjski polityk, premier Kanady (zm. 1937)
- 1859 – Jan Władysław Dawid, polski pedagog, psycholog, mistyk (zm. 1914)
- 1861 – Karl Herxheimer, niemiecki dermatolog pochodzenia żydowskiego (zm. 1942)
- 1863:
  - Antonio Berlese, włoski entomolog (zm. 1927)
  - Alfred Grenander, szwedzki architekt (zm. 1931)
- 1865:
  - Bernard Berenson, amerykański historyk sztuki pochodzenia żydowskiego (zm. 1959)
  - Auguste-Maurice Clément, francuski duchowny katolicki, biskup Monako (zm. 1939)
  - Władysław Tyszkiewicz, polski ziemianin, polityk (zm. 1936)
- 1866:
  - George Herbert, brytyjski arystokrata, podróżnik, archeolog (zm. 1923)
  - Aleksander Saloni, polski nauczyciel, muzyk, folklorysta (zm. 1937)
  - Josef Swickard, amerykański aktor pochodzenia niemieckiego (zm. 1940)
- 1869:
  - Jan Hebdzyński, polski prawnik, adwokat, polityk, minister sprawiedliwości (zm. 1929)
  - Leon Iwanowski, polski generał brygady (zm. 1934)
  - Martin Andersen Nexø, duński pisarz (zm. 1954)
- 1870 – Rodryg Dunin, polski agronom, przemysłowiec (zm. 1928)
- 1871:
  - Johan Anker, norweski przedsiębiorca, konstruktor jachtów, żeglarz sportowy (zm. 1940)
  - Vilma Illing, austriacka aktorka (zm. 1903)
- 1875 – Godfrey Collins, brytyjski polityk (zm. 1936)
- 1876 – José Gustavo Guerrero, salwadorski prawnik, sędzia, dyplomata (zm. 1958)
- 1878:
  - Kerr Grant, australijski fizyk, wykładowca akademicki, urzędnik (zm. 1967)
  - Leopold Löwenheim niemiecki matematyk, wykładowca akademicki pochodzenia żydowskiego (zm. 1957)
  - Albert Siklós, węgierski kompozytor (zm. 1942)
  - Ernest Torrence, szkocki aktor (zm. 1933)
- 1879:
  - Gustaf Adolf Jonsson, szwedzki strzelec sportowy (zm. 1949)
  - Andrzej (Komarow), rosyjski biskup prawosławny (zm. 1955)
  - Agrippina Waganowa, rosyjska baletmistrzyni, choreograf, pedagog (zm. 1951)
- 1880 – Kazimierz Władysław Kumaniecki, polski prawnik, wykładowca akademicki, major piechoty, polityk, minister wyznań religijnych i oświecenia publicznego (zm. 1941)
- 1881 – Max Eitingon, rosyjski psychiatra, psychoanalityk, syjonista pochodzenia żydowskiego (zm. 1943)
- 1882 – Aleksandra Karnicka, polska działaczka ludowa, polityk, senator RP (zm. 1965)
- 1884 – Piotr Zajlich, polski tancerz, choreograf (zm. 1948)
- 1885:
  - François Hentges, luksemburski gimnastyk (zm. 1968)
  - Francesco Verri, włoski kolarz torowy i szosowy (zm. 1945)
- 1886:
  - Jan Niemierski, polski podpułkownik piechoty, samorządowiec, prezydent Rzeszowa (zm. 1941)
  - Max Odoy, niemiecki malarz, grafik, ilustrator książek (zm. 1976)[4]
  - Duncan Phillips, amerykański kolekcjoner dzieł sztuki, pisarz (zm. 1966)
  - Adolf Wojciechowski, polski chirurg, transplantolog, ortopeda (zm. 1945?)
- 1888 – Jan Glatzel, polski chirurg (zm. 1954)
- 1890:
  - Piotr Dunin Borkowski, polski polityk, pisarz polityczny (zm. 1949)
  - Jeanne Eagels, amerykańska aktorka (zm. 1929)
- 1891 – Markus Wajnberg, polski psychiatra, neurolog pochodzenia żydowskiego (zm. 1945)
- 1892:
  - Pearl S. Buck, amerykańska pisarka, laureatka Nagrody Nobla (zm. 1973)
  - (lub 29 czerwca) Stefan Norblin, polski artysta plastyk, malarz, karykaturzysta, ilustrator, plakacista, projektant wnętrz, architektury i mody (zm. 1952)
- 1893 – Big Bill Broonzy, amerykański muzyk bluesowy (zm. 1958)
- 1894 – Erik Dahlström, szwedzki piłkarz (zm. 1953)
- 1895 – Lata Brandisová, czeska dżokejka (zm. 1981)
- 1897 – Viola Dana, amerykańska aktorka (zm. 1987)
- 1898:
  - Willy Messerschmitt, niemiecki konstruktor samolotów (zm. 1978)
  - Lewis Puller, amerykański generał (zm. 1971)
- 1899:
  - Giuseppe Carraro, włoski duchowny katolicki, biskup Vittorio Veneto, Sługa Boży (zm. 1980)
  - Jan Dulęba, polski kapitan piechoty (zm. 1940)
  - Piero Malvestiti, włoski polityk (zm. 1964)
  - Riho Päts, estoński kompozytor, pedagog (zm. 1977)
  - Franciszek Prengel, polski astrolog, teozof, esperantysta (zm. 1945)
  - Maria Romanowa, wielka księżna Rosji, święta prawosławna (zm. 1918)
- 1901:
  - Henryk Barycz, polski historyk, archiwista (zm. 1994)
  - Jean Boyer, francuski reżyser filmowy (zm. 1965)
  - Sebastian Huber, niemiecki bobsleista (zm. 1985)
  - Leon Raszeja, polski prawnik, polityk, prezydent Torunia (zm. 1939)
  - Stuart Symington, amerykański polityk, senator (zm. 1988)
- 1902:
  - Artemi Ajwazjan, ormiański kompozytor, dyrygent (zm. 1975)
  - Hugues Cuénod, szwajcarski śpiewak operowy (tenor) (zm. 2010)
- 1903: 
  - Tomoji Abe, japoński prozaik, nowelista, krytyk, badacz i tłumacz literatury angielskiej (zm. 1973)
  - David Granger, amerykański bobsleista (zm. 2002)
- 1904:
  - Peter Lorre, amerykański aktor pochodzenia żydowskiego (zm. 1964)
  - Piotr Michalicyn, radziecki generał major (zm. 1961)
  - Paweł Szydło, polski bokser, trener (zm. 1975)
- 1905:
  - Herman David, brytyjski tenisista, działacz sportowy (zm. 1974)
  - August Momberger, niemiecki kierowca wyścigowy (zm. 1969)
  - Artur Szewczyk, polski działacz socjalistyczny, niepodległościowy i emigracyjny (zm. 1973)
- 1906:
  - Edward Akufo-Addo, ghański prawnik, sędzia, polityk, prezydent Ghany (zm. 1979)
  - Juan Carlos Calvo, urugwajski piłkarz (zm. 1977)
  - Alberto Rabagliati, włoski piosenkarz, aktor (zm. 1974)
- 1908:
  - Salvador Allende, chilijski polityk, prezydent Chile (zm. 1973)
  - Gabriela Pauszer-Klonowska, polska pisarka, tłumaczka (zm. 1996)
- 1909:
  - Anton Adamowicz, białoruski literaturoznawca, polityk emigracyjny (zm. 1998)
  - Arnold Badjou, belgijski piłkarz, bramkarz (zm. 1994)
  - Jean Bertholle, francuski malarz (zm. 1996)
  - Thomas Francis Johnson, amerykański polityk (zm. 1988)
  - Tom Parker, amerykański impresario pochodzenia holenderskiego (zm. 1997)
  - Wolfgang Reitherman, amerykański animator, reżyser filmowy pochodzenia niemieckiego (zm. 1985)
- 1910:
  - Helena Bystrzanowska, polska aktorka (zm. 1979)
  - Zygmunt Fijas, polski poeta, prozaik, satyryk (zm. 1985)
  - Maciej Nowicki, polski architekt, rysownik (zm. 1950)
  - Roy Plunkett, amerykański chemik, wynalazca teflonu (zm. 1994)
- 1911:
  - Mildred Didrikson, amerykańska sportsmenka (zm. 1956)
  - Eusebio Hernández, chilijski koszykarz (zm. 1997)
  - Edelweiss Rodriguez, włoski bokser (zm. 1962)
  - Ernst Witt, niemiecki matematyk, wykładowca akademicki (zm. 1991)
  - Bronisław Żurakowski, polski inżynier, konstruktor lotniczy, pilot (zm. 2009)
- 1913:
  - Aimé Césaire, francuski pisarz, polityk (zm. 2008)
  - Maurice Wilkes, brytyjski informatyk (zm. 2010)
- 1914 – Rudolf Schmid, niemiecki duchowny katolicki, biskup Augsburga (zm. 2012)
- 1915:
  - Paul Castellano, amerykański przestępca pochodzenia włoskiego (zm. 1985)
  - Wacław Krawczyk, polski pedagog, krajoznawca, żołnierz AK (zm. 1987)
  - Charlotte Zolotow, amerykańska pisarka, poetka (zm. 2013)
- 1916:
  - Virginia Satir, amerykańska psychoterapetka, pracownik socjalny, publicystka (zm. 1988)
  - Manfred Steffen, niemiecki aktor (zm. 2009)
- 1918:
  - Leo Rosner, polsko-australijski muzyk pochodzenia żydowskiego (zm. 2008)
  - Barbara Sowa, polska działaczka konspiracji niepodległościowej w czasie II wojny światowej, uczestniczka powstania warszawskiego (zm. 2024)
- 1919:
  - Nikołaj Aleksiejew, radziecki pilot wojskowy, as myśliwski (zm. 1943)
  - Carlo Donat-Cattin, włoski związkowiec, polityk (zm. 1991)
  - Freddie Mills, brytyjski bokser (zm. 1965)
- 1920:
  - Heinz Lechmann, niemiecki polityk (zm. 2007)
  - Ernst Melchior, austriacki piłkarz, trener (zm. 1978)
- 1921 – Violette Szabo, francuska agentka brytyjskiej tajnej służby SOE (zm. 1945)
- 1922:
  - Maryna Okęcka-Bromkowa, polska dziennikarka (zm. 2003)
  - Eleanor Parker, amerykańska aktorka (zm. 2013)
  - Dick Smith, amerykański charakteryzator filmowy (zm. 2014)
  - Antoni Strzelbicki, polski kapitan żeglugi wielkiej, publicysta, pisarz, tłumacz (zm. 2002)
- 1923:
  - Andrzej Cretti, polski ginekolog-położnik (zm. 2017)
  - Helena Dąbrowska, polska aktorka (zm. 2003)
  - Irena Doleżal-Nowicka, polska tłumaczka literatury anglojęzycznej (zm. 2017)
  - Mieczysław Madejski, polski inżynier, działacz konspiracji antyhitlerowskiej, uczestnik powstania warszawskiego, działacz polonijny (zm. 2020)
- 1924 – Richard Bull, amerykański aktor (zm. 2014)
- 1925:
  - Pawieł Bielajew, radziecki pilot wojskowy, kosmonauta (zm. 1970)
  - Henryk Kulczyk, polski przedsiębiorca, filantrop (zm. 2013)
  - Virgilio Maroso, włoski piłkarz (zm. 1949)
  - Wolfgang Unzicker, niemiecki szachista (zm. 2006)
- 1926:
  - Karel Kosík, czeski filozof marksistowski (zm. 2003)
  - Marian Turski, polski historyk, dziennikarz pochodzenia żydowskiego (zm. 2025)
  - Janina Weneda, polska pisarka (zm. 2014)
- 1927:
  - Robert Kroetsch, kanadyjski prozaik, poeta, teoretyk literatury (zm. 2011)
  - Władimir Motyl, rosyjski reżyser i scenarzysta filmowy (zm. 2010)
  - Jerry Schatzberg, amerykański fotograf, reżyser filmowy pochodzenia żydowskiego
- 1928 – Yoshirō Nakamatsu, japoński naukowiec, wynalazca
- 1929:
  - Milton Glaser, amerykański grafik, ilustrator, plakacista (zm. 2020)
  - Lech Grabowski, polski socjolog, historyk sztuki, malarz, publicysta (zm. 2019)
  - Rodney Nuckey, brytyjski kierowca wyścigowy (zm. 2000)
- 1930:
  - Juan Alberto Melgar, honduraski generał, polityk, prezydent Hondurasu (zm. 1987)
  - Wolfgang Schwanitz, niemiecki generał (zm. 2022)
  - Marek Varisella, polski kierowca rajdowy (zm. 1997)
- 1931:
  - Janusz Dunin, polski literaturoznawca, bibliolog, bibliofil, bibliotekarz, nauczyciel akademicki, działacz społeczny (zm. 2007)
  - Marian Krzak, polski ekonomista, polityk, dyplomata (zm. 1996)
  - Wiktoria Śliwowska, polska historyk, profesor nauk humanistycznych (zm. 2021)
  - Colin Wilson, brytyjski pisarz, filozof (zm. 2013)
- 1932:
  - Wiesław Juszczak, polski historyk, teoretyk i filozof sztuki, eseista, wykładowca akademicki (zm. 2021)
  - Marguerite Pindling, bahamska polityk, gubernator generalna
  - Wanda Szemplińska-Stupnicka, polska pilotka szybowcowa (zm. 2014)
- 1933:
  - Claudio Abbado, włoski dyrygent, pianista (zm. 2014)
  - John Bulaitis, litewski duchowny katolicki, arcybiskup, nuncjusz apostolski (zm. 2010)
  - Halina Słojewska, polska aktorka, działaczka opozycji antykomunistycznej (zm. 2018)
- 1934:
  - Dave Grusin, amerykański kompozytor, aranżer i pianista jazzowy
  - Anatolij Iwanow, rosyjski perkusista, kompozytor, dyrygent (zm. 2012)
  - Josef Sommer, amerykański aktor
- 1935:
  - Carlo Facetti, włoski kierowca wyścigowy
  - Wilhelm Schraml, niemiecki duchowny katolicki, biskup pomocniczy Ratyzbony, biskup diecezjalny Pasawy (zm. 2021)
  - Bolesław Szafirski, polski matematyk, wykładowca akademicki (zm. 2016)
- 1936:
  - Hal Greer, amerykański koszykarz (zm. 2018)
  - Donald Johnston, kanadyjski polityk
  - Bob Maclennan, brytyjski prawnik, polityk (zm. 2020)
  - Tomáš Pospíchal, czeski piłkarz, trener (zm. 2003)
  - Jean-Claude Turcotte, kanadyjski duchowny katolicki, arcybiskup Montrealu, kardynał (zm. 2015)
- 1937:
  - Marian Banasiewicz, polski rzeźbiarz
  - Ignacy Ryszard Danka, polski filolog klasyczny, indoeuropeista, esperantysta
  - Jerzy Eysymontt, polski ekonomista, polityk, poseł na Sejm RP (zm. 2005)
  - Peter Pike, brytyjski polityk (zm. 2021)
  - Robert C. Richardson, amerykański fizyk, wykładowca akademicki, laureat Nagrody Nobla (zm. 2013)
- 1938:
  - Neil Abercrombie, amerykański polityk
  - Krzysztof Baranowski, polski dziennikarz, pisarz, żeglarz, reżyser filmów dokumentalnych
  - Janusz Czub, polski łucznik, trener (zm. 2002)
  - Gerald North, amerykański klimatolog
- 1939:
  - Osvaldo Hurtado Larrea, ekwadorski politolog, pisarz, polityk, wiceprezydent i prezydent Ekwadoru
  - Blaine Lindgren, amerykański lekkoatleta, płotkarz (zm. 2019)
  - Chuck Robb, amerykański polityk, senator
- 1940 – Bogdan Sölle, polski scenograf
- 1941:
  - Yves Beauchemin, kanadyjski pisarz francuskojęzyczny
  - Ward Beysen, belgijski i flamandzki polityk (zm. 2005)
  - Takayuki Kuwata, japoński piłkarz
  - Czesław Malec, polski koszykarz (zm. 2018)
  - Tamara Moskwina, rosyjska łyżwiarka figurowa, trenerka
- 1942:
  - Gilberto Gil, brazylijski pieśniarz, gitarzysta, kompozytor, polityk, minister kultury
  - Luis Eichhorn, argentyński duchowny katolicki, biskup Morón (zm. 2022)
  - Wojciech Szczęsny Zarzycki, polski rolnik, samorządowiec, polityk, poseł na Sejm RP
- 1943:
  - Fabio Albarelli, włoski żeglarz sportowy (zm. 1995)
  - Georgie Fame, brytyjski piosenkarz, klawiszowiec
  - Krzysztof Gradowski, polski aktor, reżyser i scenarzysta filmowy (zm. 2021)
  - Foppe de Haan, holenderski trener piłkarski
- 1944:
  - Bengt Pohjanen, szwedzki pisarz
  - Jerzy Szczygielski, polski dziennikarz sportowy
  - Wolfgang Weber, niemiecki piłkarz, trener
  - Giennadij Ziuganow, rosyjski polityk komunistyczny
- 1945 – Ondřej Neff, czeski dziennikarz, pisarz science fiction
- 1946:
  - Anthony Obinna, nigeryjski duchowny katolicki, arcybiskup metropolita Owerri
  - Francesc Pardo, hiszpański duchowny katolicki, biskup Girony (zm. 2022)
- 1947:
  - Jan Fręś, polski polonista, teatrolog, krytyk teatralny, pisarz, pedagog
  - Luis Quinteiro Fiuza, hiszpański duchowny katolicki, biskup Tui-Vigo
  - Peter Sloterdijk, niemiecki filozof, kulturoznawca, eseista
  - Jan Strzałkowski, polski spadochroniarz (zm. 2018)
- 1948 – Blandyna Kaniewska-Wójcik, polska konserwatorka dzieł sztuki (zm. 2008)
- 1949:
  - Margot Glockshuber, niemiecka łyżwiarka figurowa
  - Arturo Vázquez Ayala, meksykański piłkarz
- 1950:
  - Michael Paul Chan, amerykański aktor, producent filmowy pochodzenia chińskiego
  - Andrzej Kościelny, polski działacz społeczny i samorządowy, burmistrz Podkowy Leśnej
  - Erich Schreiner, austriacki przedsiębiorca, polityk, eurodeputowany
  - Matheus Shikongo, namibijski przedsiębiorca, polityk
- 1951:
  - Andrzej Bek, polski kolarz torowy
  - Pamela Bellwood, amerykańska aktorka
  - Lieuwe de Boer, holenderski łyżwiarz szybki
  - Maurits De Schrijver, belgijski piłkarz
  - Clarence Hill, bermudzki bokser
  - Juan Pedro Juárez Meléndez, meksykański duchowny katolicki, biskup Tuli
  - Leszek Marks, polski geolog, wykładowca akademicki
  - Francesco Manenti, włoski duchowny katolicki, biskup Senigallii
  - Jürgen Rüttgers, niemiecki prawnik, polityk
- 1952:
  - Simon Mann, brytyjski wojskowy, najemnik (zm. 2025)
  - Gordon McQueen, szkocki piłkarz, trener (zm. 2023)
  - Csaba Tabajdi, węgierski polityk, dyplomata
- 1953:
  - Kevin Doran, irlandzki duchowny katolicki, biskup Elphin
  - Piotr Miszczuk, polski samorządowiec, polityk, poseł na Sejm RP (zm. 2006)
  - Daniel Senet, francuski sztangista
  - Alicja Zając, polska działaczka samorządowa, polityk, senator RP
- 1954:
  - Luis Arconada, hiszpański piłkarz, bramkarz
  - Robert Davi, amerykański aktor
  - Paul Donovan, kanadyjski reżyser filmowy
  - Matthias Heinrich, niemiecki duchowny rzymskokatolicki, biskup pomocniczy Berlina
  - Catherine Samba-Panza, środkowoafrykańska prawnik, polityk, burmistrz Bangi, p.o. prezydenta
- 1955:
  - Joey Baron, amerykański perkusista jazzowy
  - Maxime Bossis, francuski piłkarz, trener
  - Jacek Buszkiewicz, polski architekt (zm. 2013)
  - Mick Jones, brytyjski wokalista, gitarzysta, członek zespołów: London SS, The Clash i Big Audio Dynamite
  - Philippe Streiff, francuski kierowca wyścigowy (zm. 2022)
  - Władysław Żbikowski, polski związkowiec, polityk, poseł na Sejm RP
- 1956:
  - Véronique Genest, francuska aktorka
  - Chris Isaak, amerykański piosenkarz, muzyk, kompozytor, aktor
  - Jarosław Kurzawa, polski samorządowiec, polityk, poseł na Sejm RP
  - Paula Quintana, chilijska socjolog, polityk, minister planowania (zm. 2023)
  - Alicja Wancerz-Gluza, polska działaczka społeczna
- 1957:
  - Philippe Couillard, kanadyjski neurochirurg, polityk
  - Nelli Rokita, polska polityk, poseł na Sejm RP pochodzenia niemieckiego
- 1958:
  - Pedro Cateriano, peruwiański polityk, premier Peru
  - Paweł Edelman, polski operator filmowy
  - Laurie McAllister, amerykańska basistka, członkini zespołów The Runaways i The Orchids (zm. 2011)
  - Zbigniew Rybka, polski polityk, samorządowiec, prezydent Głogowa
  - Christos Stilianidis, cypryjski polityk
  - Iwona Sowińska, polska kulturoznawca, filmoznawca (zm. 2022)
- 1959:
  - Ridvan Bode, albański ekonomista, polityk
  - Andrzej Gąsiorowski, polsko-izraelski przedsiębiorca
  - Francis Magee, irlandzki aktor
- 1960:
  - Rumen Aleksandrow, bułgarski sztangista
  - Rajmonda Aleksi, albańska aktorka
  - Szamil Alijew, azerski reżyser filmowy
  - Mark Durkan, brytyjski polityk
  - Małgorzata Woźniak, polska działaczka samorządowa, polityk, poseł na Sejm RP
- 1961:
  - Piotr Adamowicz, polski dziennikarz, publicysta, polityk, poseł na Sejm RP
  - Mieczysław Baszko, polski polityk, samorządowiec, poseł na Sejm RP, marszałek województwa podlaskiego
  - Frank Beck, niemiecki florecista
  - Greg LeMond, amerykański kolarz szosowy
  - Terri Nunn, amerykańska aktorka, wokalistka, członkini zespołu Berlin
  - Maria Pomianowska, polska wokalistka, kompozytorka, muzyk, pedagog
- 1962:
  - Ismaël Ferroukhi, francuski reżyser i scenarzysta filmowy pochodzenia marokańskiego
  - Luis Humberto Gómez Gallo, kolumbijski polityk (zm. 2013)
  - Peter Rohwein, niemiecki trener skoków narciarskich
  - Hubert Strolz, austriacki narciarz alpejski
- 1963:
  - Michaił Chodorkowski, rosyjski przedsiębiorca pochodzenia żydowskiego
  - Jon Clay, brytyjski kolarz torowy
  - Hayrettin Demirbaş, turecki piłkarz, bramkarz, trener
  - Richard Garfield, amerykański projektant gier
  - Jacek Wojciechowicz, polski samorządowiec, polityk, poseł na Sejm RP
- 1964:
  - Tommi Mäkinen, fiński kierowca rajdowy
  - Hiroyuki Morita, japoński twórca filmów anime
  - Aldemiro Sena dos Santos, brazylijski duchowny katolicki, biskup Guarabiry
  - Lilianna Stawarz, polska klawesynistka, dyrygentka, pedagog
- 1965:
  - Daryl Gregory, amerykański pisarz science fiction i fantasy
  - Jana Hybášková, czeska polityk, dyplomatka
  - Mariusz Miękoś, polski przedsiębiorca, kierowca wyścigowy
  - Adam Pilch, polski duchowny luterański, kapelan wojskowy, pułkownik (zm. 2010)
  - Karin Prien, niemiecka prawnik, polityk
  - Gergely Prőhle, węgierski polityk, dyplomata
  - Władimir Torgowkin, kirgiski i rosyjski zapaśnik
- 1966:
  - Dany Boon, francuski komik, aktor, reżyser, scenarzysta i producent filmowy
  - József Duró, węgierski piłkarz (zm. 2022)
  - Thomas Loibl, niemiecki aktor
  - Tom Henning Øvrebø, norweski psycholog, sędzia piłkarski
  - Anna Sikora, polska działaczka samorządowa, polityk, poseł na Sejm RP
  - Mathias Womacka, niemiecki szachista
- 1967:
  - Olivier Dahan, francuski reżyser, scenarzysta i producent filmowy
  - Benoît Hamon, francuski polityk
  - Doctor Khumalo, południowoafrykański piłkarz
  - Carsten Köhrbrück, niemiecki lekkoatleta, sprinter i płotkarz
  - Janina Orzełowska, polska działaczka samorządowa, wicemarszałek województwa mazowieckiego
  - Ranko Popović, serbski piłkarz, trener
  - Krzysztof Ziemiec, polski dziennikarz i prezenter telewizyjny
- 1968:
  - Guðni Th. Jóhannesson, islandzki polityk, prezydent Islandii
  - Robert Kozak, polski pilot wojskowy (zm. 2012)
  - Armand de Las Cuevas, francuski kolarz torowy i szosowy (zm. 2018)
  - Paolo Maldini, włoski piłkarz
  - Michael McCarthy, amerykański kolarz szosowy i torowy
  - Jovenel Moïse, haitański przedsiębiorca, politolog, polityk, prezydent Haiti (zm. 2021)
  - Anna Popek, polska aktorka, dziennikarka i prezenterka telewizyjna
  - Wiesław Różyński, polski samorządowiec, polityk, poseł na Sejm RP
- 1969:
  - Heloísa Apolónia, portugalska polityk
  - Colin Greenwood, brytyjski basista, członek zespołu Radiohead
  - Geir Moen, norweski lekkoatleta, sprinter
  - Andriej Okuńkow, rosyjski matematyk
- 1970:
  - Paul Thomas Anderson, amerykański reżyser i scenarzysta filmowy
  - Irv Gotti, amerykański producent muzyczny (zm. 2025)
  - Paweł Nastula, polski judoka
  - Adam Ndlovu, zimbabwejski piłkarz (zm. 2012)
  - Chris O’Donnell, amerykański aktor
- 1971:
  - Dave Baez, portorykański aktor, model
  - Max Biaggi, włoski motocyklista wyścigowy
  - Adam Kucz, polski piłkarz
  - Leomar Leiria, brazylijski piłkarz
  - Kartika Liotard, holenderska polityk, eurodeputowana (zm. 2020)
  - Christine Nordhagen, kanadyjska zapaśniczka
  - Craig Thomas, amerykański scenarzysta telewizyjny
  - Ewa Zgrabczyńska, polska zoolog
- 1972:
  - Garou, kanadyjski piosenkarz
  - Jussi Sydänmaa, fiński muzyk, członek zespołu Lordi
  - Asako Tajimi, japońska siatkarka
  - Roel Velasco, filipiński bokser
  - Paweł Wojtunik, polski oficer policji, szef CBA, polityk, poseł na Sejm RP
- 1973:
  - Samuel Benchetrit, francuski aktor, reżyser i scenarzysta filmowy
  - Mariusz Jendryczko, polski piłkarz (zm. 2010)
  - Victoria Onetto, argentyńska aktorka
- 1974:
  - Jean-Kasongo Banza, kongijski piłkarz (zm. 2024)
  - Piotr Król, polski samorządowiec, polityk, poseł na Sejm RP
  - Cyril Nzama, południowoafrykański piłkarz
  - Trần Hiếu Ngân, wietnamska taekwondzistka
- 1975:
  - Jean-Paul Abalo, togijski piłkarz
  - KJ-52, amerykański raper
  - Rainer Margreiter, austriacki saneczkarz
  - Gwendolyn Rutten, belgijska polityk
- 1976:
  - Olga Dogadko, izraelska lekkoatletka, tyczkarka i sprinterka
  - Adriana Gerši, czeska tenisistka
  - Jenteal, amerykańska aktorka pornograficzna
  - Ed Jovanovski, kanadyjski hokeista pochodzenia macedońskiego
  - Paweł Kossecki, polski ekonomista
  - Dariusz Kurzawa, polski polityk, samorządowiec, wicemarszałek województwa kujawsko-pomorskiego
  - Paweł Małaszyński, polski aktor
  - Olga Potaszowa, rosyjska siatkarka
  - Makare Wilson, amerykańska siatkarka
  - Aleksandr Zacharczenko, rosyjski wojskowy, samozwańczy przywódca Donieckiej Republiki Ludowej (zm. 2018)
- 1977:
  - Paramon (Gołubka), rosyjski biskup prawosławny
  - Florian Kehrmann, niemiecki piłkarz ręczny
  - Tite Kubo, japoński autor komiksów
  - Jorge Poza, meksykański aktor
  - Sebastian Świderski, polski siatkarz, trener
- 1978:
  - Alex Arthur, szkocki bokser
  - Ákos Braun, węgierski judoka
  - Daniel Constantin, rumuński polityk
  - Krzysztof Łapiński, polski samorządowiec, polityk, poseł na Sejm RP
  - Mark Veens, holenderski pływak
- 1979:
  - Yacine Amaouche, algierski piłkarz
  - Piotr Dziewicki, polski piłkarz, trener
  - Rok Flander, słoweński snowboardzista
  - Nathan Followill, amerykański perkusista, wokalista, członek zespołu Kings of Leon
  - Walter Herrmann, argentyński koszykarz
  - Jurij Szczukin, kazachski tenisista pochodzenia rosyjskiego
  - Ryan Tedder, amerykański wokalista, producent muzyczny, autor tekstów, kompozytor, lider zespołu OneRepublic
  - Tomasz Wojciechowski, polski spadochroniarz, instruktor
- 1980:
  - Hasan Muzaffar, omański piłkarz
  - Geraldine Robert, francuska koszykarka
  - Sinik, francuski raper pochodzenia algierskiego
  - Jason Schwartzman, amerykański aktor, scenarzysta, muzyk
  - Rémy Vercoutre, francuski piłkarz, bramkarz
- 1981:
  - Natalja Antiuch, rosyjska lekkoatletka, płotkarka i sprinterka
  - Gábor Gyepes, węgierski piłkarz
  - Jekatierina Ławrientjewa, rosyjska saneczkarka
  - Damien Sargue, francuski piosenkarz, aktor musicalowy
  - Monica Sweetheart, czeska aktorka pornograficzna
- 1982:
  - Zuzana Kučová, słowacka tenisistka
  - Miryam Roper, niemiecka i panamska judoczka
- 1983:
  - Antoni Łukasiewicz, polski piłkarz
  - Edyta Rzenno, polska siatkarka
- 1984:
  - José Juan Barea, portorykański koszykarz
  - Raymond Felton, amerykański koszykarz
  - Indila, francuska piosenkarka
  - Presława, bułgarska piosenkarka
  - Magdalena Skorek, polska koszykarka
  - Deron Williams, amerykański koszykarz
- 1985:
  - Marina Babieszyna, rosyjska siatkarka
  - Özge Çemberci, turecka siatkarka
  - Tomoko Fukumi, japońska judoczka
  - Katrin Heß, niemiecka aktorka
  - Marcin Przydacz, polski urzędnik państwowy
  - Adam Sobieraj, polski zapaśnik
  - Gözde Sonsirma, turecka siatkarka
- 1986:
  - Periklis Ilias, grecki kolarz górski i szosowy
  - Stefano Napoleoni, włoski piłkarz
  - Oludamola Osayomi, nigeryjska lekkoatletka, sprinterka
  - Judith Tarus, kenijska siatkarka
  - Yosiri Urrutia, kolumbijska lekkoatletka, skoczkini w dal i trójskoczkini
  - Beata Zawadzka, polska szachistka
- 1987:
  - Ksienija Cybutowicz, rosyjska piłkarka
  - Artur Jedigarian, ormiański piłkarz
  - Maksym Kornijenko, ukraiński koszykarz
  - Maximilian Levy, niemiecki kolarz torowy
  - Nicole Michael, amerykańska koszykarka
  - Samir Nasri, francuski piłkarz pochodzenia algierskiego
  - Alizée Poulicek, belgijsko-czeska modelka
  - Ana Zaninović, chorwacka taekwondzistka
  - Lucija Zaninović, chorwacka taekwondzistka
  - Agnieszka Żulewska, polska aktorka
- 1988:
  - Remy LaCroix, amerykańska aktorka pornograficzna
  - Chris Mazdzer, amerykański saneczkarz
  - Aleksiej Spiridonow, rosyjski siatkarz
- 1989:
  - Malin Dahlström, szwedzka lekkoatletka, tyczkarka
  - Anna Häfele, niemiecka skoczkini narciarska
  - Ludmyła Kowałenko, ukraińska lekkoatletka, biegaczka długodystansowa
  - Magid Magid, brytyjski samorządowiec, polityk pochodzenia somalijskiego
  - Elia Soriano, włoski piłkarz
  - Daniela Schreiber, niemiecka pływaczka
  - Grzegorz Wójtowicz, polski siatkarz
- 1990:
  - Yahya Al-Shehri, saudyjski piłkarz
  - Moisés Xavier García, salwadorski piłkarz
  - Jake Gleeson, nowozelandzki piłkarz, bramkarz
  - Lamont Jones, amerykański koszykarz
  - Anna Kiełbasińska, polska lekkoatletka, sprinterka
  - Mārtiņš Laksa, łotewski koszykarz
  - Liu Dianzuo, chiński piłkarz
  - Marta Mazurek, polska aktorka
  - Filip Novák, czeski piłkarz
  - Melissa Seidemann, amerykańska piłkarka wodna
  - Iman Shumpert, amerykański koszykarz
- 1991:
  - Jesuíta Barbosa, brazylijski aktor
  - Annie Foreman-Mackey, kanadyjska kolarka torowa i szosowa
  - Andre Gray, angielski piłkarz
  - Natsuki Hanae, japoński seiyū
  - Mateusz Kuzimski, polski piłkarz
  - Martin Pospíšil, czeski piłkarz
  - Jordan Steen, kanadyjski zapaśnik
- 1992:
  - Hitender Beniwal, indyjski zapaśnik
  - Joel Campbell, kostarykański piłkarz
  - Rudy Gobert, francuski koszykarz
  - Jennette McCurdy, amerykańska aktorka, piosenkarka
  - Aleksiej Nazarow, rosyjski piosenkarz, kompozytor, producent muzyczny
- 1993:
  - Ałan Chubiecow, rosyjski judoka
  - Ariana Grande, amerykańska aktorka, piosenkarka, kompozytorka, modelka
  - Haby Niaré, francuska taekwondzistka
  - Aleksandar Okolić, serbski siatkarz
- 1994:
  - Klousseh Agbozo, togijski piłkarz
  - Churszed Beknazarow, tadżycki piłkarz
  - Václav Jurečka, czeski piłkarz
  - Kizo, polski raper
  - Mahmudjon Shavkatov, uzbecki zapaśnik
- 1995:
  - Nataša Čikiriz, serbska siatkarka
  - Igor Łasicki, polski piłkarz
  - Franck Obambou, gaboński piłkarz
- 1996:
  - Samuel Girard, kanadyjski łyżwiarz szybki, specjalista short tracku
  - Mejyrżan Szermachanbet, kazachski zapaśnik
- 1997:
  - Jegor Azarkiewicz, białoruski didżej, producent muzyczny
  - Jacob Elordi, australijski aktor
  - Gilberto Hernández, panamski piłkarz (zm. 2023)
  - Tatsuya Itō, japoński piłkarz
  - César Augusto Rodríguez, peruwiański lekkoatleta, chodziarz
- 1998:
  - Paulinho Bóia, brazylijski piłkarz
  - Ugo Humbert, francuski tenisista
  - Žiga Jerman, słoweński kolarz szosowy
  - Jhon Lucumí, kolumbijski piłkarz
  - Katarzyna Madajewska, polska judoczka
- 1999:
  - Mateusz Sopoćko, polski piłkarz
  - Mika Vermeulen, austriacki kombinator norweski, biegacz narciarski pochodzenia holenderskiego
- 2000:
  - Bright Anukani, ugandyjski piłkarz
  - Tuur Dens, belgijski kolarz szosowy i torowy
  - Mads Hansen, duński żużlowiec
  - Ann Li, amerykańska tenisistka pochodzenia chińskiego
- 2001:
  - Daniel Afriyie, ghański piłkarz
  - Tatsuki Ishihara, japoński judoka
  - Noumory Keita, malijski siatkarz
  - Iwan Litwinowicz, białoruski gimnastyk
- 2002:
  - Mattéo Baud, francuski kombinator norweski, skoczek narciarski
  - Talles Magno, brazylijski piłkarz
- 2003:
  - Valentín Gómez, argentyński piłkarz
  - Lillian Mbena, południowoafrykańska zapaśniczka
- 2005 – Aleksja, holenderska księżniczka
- 2006 – Sina Chalili, irański zapaśnik

## Zmarli
- 362 – Jan i Paweł, rzymscy senatorowie, bracia, męczennicy, święci (ur. ?)
- 363 – Julian Apostata, cesarz rzymski (ur. 331/32)
- 925 – Pelagiusz z Kordoby, hiszpański męczennik, święty (ur. 911)
- 1178 – Antelm, francuski duchowny katolicki, biskup, przeor, święty (ur. 1107)
- 1182 – Pedro de Cardona, hiszpański duchowny katolicki, arcybiskup Toledo, kanclerz Królestwa Kastylii (ur. ?)
- 1430 – Louis de Bar, francuski kardynał (ur. ?)
- 1487 – Jan Argiropul, bizantyński uczony, filozof, tłumacz (ur. ok. 1415)
- 1541 – Francisco Pizarro, hiszpański konkwistador (ur. 1478)
- 1567 – Jan Wieruski, polski szlachcic, chorąży wielki koronny, polityk (ur. ?)
- 1568 – Thomas Young, angielski duchowny anglikański, arcybiskup Yorku (ur. 1507)
- 1574 – Gabriel de Montgomery, francuski arystokrata, oficer pochodzenia szkockiego (ur. 1530)
- 1595 – Stanisław Kryski, polski szlachcic, polityk, wojewoda mazowiecki (ur. 1536)
- 1617 – Janusz Grzymułtowski, polski szlachcic, polityk (ur. 1567)
- 1650 – Jadwiga, księżniczka brunszwicka, księżna pomorska (ur. 1595)
- 1655 – Małgorzata Sabaudzka, księżna Mantui i Montferratu, wicekról Portugalii (ur. 1589)
- 1657 – Sybilla Małgorzata Piastówna, księżniczka legnicka, wojewodzina pomorska (ur. 1620)
- 1671 – Jifei Ruyi, chiński mistrz chan i zen (ur. 1616)
- 1677 – Stanisław Działyński, polski szlachcic, polityk (ur. ?)
- 1688 – Ralph Cudworth, angielski filozof (ur. 1617)
- 1752 – Giulio Alberoni, włoski kardynał (ur. 1664)
- 1782 – Antonio Visentini, włoski malarz (ur. 1688)
- 1794 – Teresa Fantou, francuska szarytka, męczennica, błogosławiona (ur. 1747)
- 1795:
  - Pierre Demours, francuski chirurg, okulista, zoolog, tłumacz (ur. 1702)
  - Jakob Friedrich Ehrhart, niemiecki farmaceuta, botanik (ur. 1742)
- 1802 – Kasper Józef Szajowski, polski duchowny katolicki, biskup pomocniczy gnieźnieński (ur. 1726)
- 1808 – Ludwik Tyszkiewicz, hetman polny litewski, marszałek wielki litewski, podskarbi wielki litewski (ur. 1748)
- 1810 – Joseph Michel Montgolfier, francuski wynalazca, pionier baloniarstwa (ur. 1740)
- 1811 – Ignacio Allende, meksykański generał porucznik, działacz niepodległościowy (ur. 1769)
- 1814 – Dominique Villars, francuski naturalista, lekarz, botanik (ur. 1745)
- 1819 – Franciszek Ksawery Narwojsz, polski jezuita, matematyk, inżynier (ur. 1742)
- 1827 – Samuel Crompton, brytyjski włókniarz, mechanik (ur. 1753)
- 1830 – Jerzy IV Hanowerski, król Wielkiej Brytanii i Hanoweru (ur. 1762)
- 1836 – Claude Rouget de Lisle, francuski oficer, inżynier wojskowy, poeta, prozaik (ur. 1760)
- 1839 – Simon Bruté, francusko-amerykański duchowny katolicki, biskup Vincennes, Sługa Boży (ur. 1779)
- 1848 – Stevenson Archer, amerykański prawnik, polityk (ur. 1786)
- 1855 – Antoni Lelowski, polski przemysłowiec, urzędnik (ur. 1783)
- 1857 – Langdon Cheves, amerykański prawnik, polityk (ur. 1776)
- 1858 – Dominik Kiełkiewicz, polski kapitan (ur. 1781)
- 1860 – Pedro Labernia Esteller, hiszpański językoznawca, leksykograf, wykładowca akademicki (ur. 1802)
- 1861 – Pavol Jozef Šafárik, słowacki poeta, historyk, etnograf, slawista (ur. 1795)
- 1863 – Andrew Foote, amerykański kontradmirał (ur. 1806)
- 1867 – Maximilian Anton von Thurn und Taxis, niemiecki arystokrata (ur. 1831)
- 1870 – Armand Barbès, francuski rewolucjonista (ur. 1809)
- 1871 – Draga Dejanović, serbska aktorka, dziemnikarka, nauczycielka, feministka (ur. 1840)
- 1872 – Sabina Grzegorzewska, polska pisarka, pamiętnikarka (ur. 1808)
- 1874 – Alfred Jacob Miller, amerykański malarz (ur. 1810)
- 1878 – Maria de las Mercedes Orleańska, królowa Hiszpanii (ur. 1860)
- 1880 – Bronisław Łoś, polski hrabia, polityk (ur. 1841)
- 1881 – Theodor Benfey, niemiecki filolog, wykładowca akademicki (ur. 1808)
- 1883 – Edward Sabine, brytyjski astronom, geodeta (ur. 1788)
- 1889 – Simon Cameron, amerykański polityk (ur. 1799)
- 1895 – Władysław Matlakowski, polski chirurg, badacz podhalańskiej sztuki ludowej, podróżnik, tłumacz (ur. 1850)
- 1896 – Ludwik Karol Orleański, francuski arystokrata, generał (ur. 1814)
- 1900:
  - Jaan Jung, estoński historyk, wykładowca akademicki, folklorysta, muzyk, publicysta, działacz społeczny (ur. 1835)
  - Józef Ma Taishun, chiński męczennik i święty katolicki (ur. 1840)
- 1908 – William Henry Parker, amerykański polityk (ur. 1847)
- 1911:
  - Karl Jenne, niemiecki taternik (ur. 1879)
  - Ludwig Koziczinski, niemiecki taternik, budowniczy (ur. 1869)
  - Michaił Kuczerow, rosyjski chemik (ur. 1850)
- 1914 – Antonio Herrera Toro, wenezuelski malarz, dziennikarz, krytyk sztuki, pedagog (ur. 1857)
- 1915 – Marcin Biedermann, polski bankier, działacz narodowy, wydawca (ur. 1864)
- 1918:
  - Peter Rosegger, austriacki pisarz (ur. 1843)
  - Werner Steinhauser, niemiecki pilot wojskowy, as myśliwski (ur. 1893)
- 1919:
  - Michaił Cwiet, rosyjski botanik, fizjolog, biochemik (ur. 1872)
  - Mieczysław Kowalewski, polski zoolog, parazytolog (ur. 1857)
- 1920:
  - Włodzimierz Błocki, polski malarz, grafik (ur. 1885)
  - Wanda Burdon, polska wywiadowczyni i łączniczka Polskiej Organizacji Wojskowej [ur. 1897)
- 1922 – Albert I Grimaldi, książę Monako (ur. 1848)
- 1926 – Dominik Staszewski, polski prawnik, historyk regionalny (ur. 1861)
- 1927:
  - Armand Guillaumin, francuski malarz, litograf (ur. 1841)
  - Józef María Robles Hurtado, meksykański duchowny katolicki, męczennik, święty (ur. 1888)
- 1928 – Stanisław Książek, polski drukarz (ur. 1860)
- 1930 – Edward Żebrowski, polski pułkownik lekarz, internista (ur. 1872)
- 1934:
  - Alfred Poznański, francuski komediopisarz pochodzenia polsko-żydowskiego (ur. 1883)
  - Jakob Sederholm, fiński geolog (ur. 1863)
- 1936 – Andrzej Jacek Longhin, włoski kapucyn, biskup, błogosławiony (ur. 1863)
- 1937:
  - Lucjan Adwentowicz, polski malarz (ur. 1902)
  - Adolf Erman, niemiecki. egiptolog, leksykograf, muzealnik (ur. 1854)
  - Minoru Murata, japoński reżyser filmowy (ur. 1894)
  - Kurt Freiherr von Reibnitz, niemiecki historyk, polityk (ur. 1877)
  - Václav Tille, czeski literaturoznawca, teatrolog, krytyk, pisarz (ur. 1867)
- 1939:
  - Ford Madox Ford, brytyjski pisarz (ur. 1873)
  - Zygmunt Zalewski, polski major dyplomowany kawalerii (ur. 1894)
- 1940 – Rudolf Modrzejewski, amerykański inżynier, budowniczy linii kolejowych i mostów pochodzenia polskiego (ur. 1861)
- 1941:
  - Kazimieras Bizauskas, litewski polityk, dyplomata (ur. 1893)
  - Nikołaj Gastełło, radziecki pilot wojskowy (ur. 1908)
  - Tadeusz Giedroyć, polski ziemianin, polityk, senator RP (ur. 1888)
  - Antoni Grębosz, polski prawnik, działacz narodowy (ur. 1909)
  - Andrzej Iszczak, ukraiński duchowny greckokatolicki, męczennik, błogosławiony (ur. 1887)
  - Józef Jachowicz, polski polityk, poseł na Sejm Ustawodawczy i senator RP (ur. 1862)
  - Tadeusz Kognowicki, polski harcmistrz (ur. 1922)
  - Mykoła Konrad, ukraiński duchowny greckokatolicki, męczennik, błogosławiony (ur. 1876)
  - Hans Ludendorff, niemiecki astronom, astrofizyk (ur. 1873)
  - Karl Neukirch, niemiecki gimnastyk (ur. 1864)
  - Wołodymyr Pryjma, ukraiński kantor greckokatolicki, męczennik, błogosławiony (ur. 1906)
- 1942:
  - Marian Dydziul, polski kapitan obserwator (ur. 1904)
  - Stanisław Skarżyński, polski pułkownik pilot (ur. 1899)
  - Jelena Stempkowska, radziecka starszy sierżant (ur. 1921)
- 1943:
  - Antoni Gąsiorowski, polski żołnierz AK (ur. 1901)
  - Karl Landsteiner, austriacki patolog, immunolog, laureat Nagrody Nobla (ur. 1868)
- 1944:
  - Walter Arndt, niemiecki lekarz, zoolog (ur. 1891)
  - Hector Goetinck, belgijski piłkarz, trener (ur. 1886)
  - Krystyna Wituska, polska żołnierka wywiadu podziemia (ur. 1920)
- 1945:
  - Nikołaj Czeriepnin, rosyjski kompozytor, dyrygent, pedagog (ur. 1873)
  - Theodor Krummacher, niemiecki duchowny i teolog ewangelicki (ur. 1867)
  - Mieczysław Szpakiewicz, polski aktor, reżyser teatralny (ur. 1890)
- 1946 – Max Koegel, niemiecki funkcjonariusz i zbrodniarz nazistowski (ur. 1895)
- 1947:
  - Richard Bedford Bennett, kanadyjski polityk, premier Kanady (ur. 1870)
  - Albert Lütkemeyer, niemiecki funkcjonariusz i zbrodniarz nazistowski (ur. 1911)
  - Heinrich Thyssen, niemiecki przedsiębiorca, kolekcjoner dzieł sztuki (ur. 1875)
- 1949 – Kim Gu, koreański działacz niepodległościowy, polityk, prezydent Tymczasowego Rządu Korei (ur. 1876)
- 1950:
  - Czesław Nanke, polski historyk (ur. 1883)
  - Antonina Nieżdanowa, rosyjska śpiewaczka operowa (sopran koloraturowy), pedagog (ur. 1873)
- 1951:
  - Peter Cheyney, brytyjski pisarz (ur. 1896)
  - Nils Rosén, szwedzki piłkarz (ur. 1902)
  - Georges Sérès, francuski kolarz szosowy i torowy (ur. 1887)
- 1953:
  - Ryszard Bitner, polski pilot szybowcowy (ur. 1931)
  - Franciszek Błaszkiewicz, polski działacz komunistyczny, polityk, poseł na Sejm RP (ur. 1890)
  - William Chambers Coker, amerykański botanik, mykolog, wykładowca akademicki (ur. 1872)
  - Einar Lindboe, norweski biegacz narciarski, działacz sportowy (ur. 1876)
- 1954:
  - Jakub z Ghaziru, libański kapucyn, błogosławiony (ur. 1875)
  - Henryk Zaremba, polski architekt, inżynier budownictwa (ur. 1883)
- 1955:
  - Leslie Hammond, indyjski hokeista na trawie (ur. 1905)
  - Engelbert Zaschka, niemiecki konstruktor, wynalazca (ur. 1895)
- 1956 – Clifford Brown, amerykański trębacz jazzowy (ur. 1930)
- 1957:
  - Alfred Döblin, niemiecki pisarz (ur. 1878)
  - Wacław Ekielski, polski robotnik, urzędnik, działacz komunistyczny (ur. 1890)
  - Malcolm Lowry, brytyjski pisarz (ur. 1909)
  - Pawieł Orłow, radziecki generał major, funkcjonariusz radzieckich organów bezpieczeństwa (ur. 1900)
  - Ilona Tóth, węgierska lekarka, uczestniczka powstania węgierskiego (ur. 1932)
- 1960 – Wanda Kossakowa, polska pianistka, pedagog (ur. 1879)
- 1961 – Andrzej Bobkowski, polski pisarz (ur. 1913)
- 1962 – Franciszek Skupieński, polski botanik, mykolog, wykładowca akademicki (ur. 1888)
- 1964 – Gerrit Rietveld, holenderski architekt (ur. 1888)
- 1965:
  - Maurice Brocco, francuski kolarz torowy i szosowy (ur. 1885)
  - Sam L. Collins, amerykański polityk (ur. 1895)
  - Maksymilian Stolarow, rosyjski i polski tenisista (ur. 1908)
  - Frederick Toms, kanadyjski wioślarz (ur. 1885)
- 1967:
  - Françoise Dorléac, francuska aktorka (ur. 1942)
  - Salim Hatum, syryjski major, polityk (ur. 1928)
- 1968:
  - Herbert Brust, niemiecki organista, kompozytor, pedagog (ur. 1900)
  - Jerzy Walczak, polski aktor teatralny, reżyser teatralny (ur. 1929)
- 1970:
  - Leopoldo Marechal, argentyński poeta, prozaik, dramaturg, eseista (ur. 1900)
  - Mirosław Mochnacki, polski matematyk, wykładowca akademicki (ur. 1904)
- 1971:
  - Halvor Birkeland, norweski żeglarz sportowy (ur. 1894)
  - Johannes Frießner, niemiecki generał pułkownik (ur. 1892)
  - Jan Pocek, polski pisarz ludowy (ur. 1917)
  - Tadeusz Schaetzel, polski pułkownik dyplomowany artylerii, żołnierz wywiadu, dyplomata, polityk, poseł i wicemarszałek Sejmu RP (ur. 1891)
  - Guillermo Uribe Holguín, kolumbijski kompozytor, skrzypek, pedagog (ur. 1880)
- 1972 – Wilhelm Schubert, niemiecki generał lotnictwa (ur. 1879)
- 1973:
  - Aleksandr Biezymienski, rosyjski dziennikarz, poeta (ur. 1898)
  - Emil Kaliński, polski pułkownik łączności, polityk, minister Poczt i Telegrafów, senator RP (ur. 1890)
  - Hans Schlemmer, niemiecki generał (ur. 1893)
  - Ernest Truex, amerykański aktor (ur. 1889)
- 1974:
  - Gheorghe Albu, rumuński piłkarz, trener (ur. 1909)
  - Ernest Gruening, amerykański polityk (ur. 1887)
- 1975:
  - Basil Cameron, brytyjski dyrygent (ur. 1884)
  - Josemaría Escrivá de Balaguer, hiszpański duchowny katolicki, założyciel Opus Dei, święty (ur. 1902)
  - Peter Gordon, kanadyjski żeglarz sportowy (ur. 1882)
  - Franciszek Jedwabski, polski duchowny katolicki, biskup pomocniczy poznański (ur. 1895)
- 1976 – Henryk Niezabitowski, polski podporucznik, wioślarz, hokeista (ur. 1896)
- 1977:
  - Kazimierz Górecki, polski kajakarz (ur. 1954)
  - Stanisław Maciaszczyk, polski elektryk, działacz turystyczny (ur. 1910)
- 1979:
  - Akwasi Afrifa, ghański generał, polityk, prezydent Ghany (ur. 1936)
  - Afrânio da Costa, brazylijski strzelec sportowy (ur. 1892)
  - Robert Kotei, ghański lekkoatleta, skoczek wzwyż, polityk (ur. 1935)
- 1980:
  - Ignacy Jakub II, syryjski duchowny Kościoła jakobickiego, syryjsko-prawosławny patriarcha Antiochii (ur. 1912)
  - Robert Grassin, francuski kolarz torowy i szosowy (ur. 1898)
- 1981 – Werner Teske, wschodnioniemiecki pułkownik Stasi (ur. 1942)
- 1982:
  - Charles Courant, szwajcarski zapaśnik (ur. 1896)
  - Andrzej Czajkowski, polski kompozytor, pianista pochodzenia żydowskiego (ur. 1935)
  - Chaim Grade, amerykański poeta, prozaik pochodzenia żydowskiego (ur. 1910)
  - Alexander Mitscherlich, niemiecki lekarz, psycholog (ur. 1908)
  - Gherasim Rudi, mołdawski i radziecki polityk (ur. 1907)
  - Józef Śliwka, polski siatkarz, trener (ur. 1928)
- 1983:
  - Luis Álamos, chilijski piłkarz, trener (ur. 1923)
  - Zofia Hoszowska-Kretowa, polska nauczycielka, harcmistrzyni (ur. 1908)
  - James Knox, australijski duchowny katolicki, arcybiskup Melbourne, kardynał (ur. 1914)
  - Sture Pettersson, szwedzki kolarz szosowy i torowy (ur. 1942)
- 1984:
  - Carl Foreman, amerykański scenarzysta i producent filmowy (ur. 1914)
  - Joseph Gonzales, francuski piłkarz, trener (ur. 1907)
- 1985:
  - Aleksandr Bryżyn, radziecki polityk (ur. 1922)
  - Józef Czaplicki, polski funkcjonariusz służb specjalnych pochodzenia żydowskiego (ur. 1911)
- 1986:
  - Jan Huszcza, polski pisarz, satyryk (ur. 1917)
  - Kunio Maekawa, japoński architekt (ur. 1905)
  - Michaił Martynow, radziecki generał porucznik lotnictwa (ur. 1909)
- 1987:
  - Henk Badings, holenderski kompozytor (ur. 1907)
  - Tadeusz Sitek, polski polityk ludowy, poseł na Sejm PRL  (ur. 1918)
- 1988:
  - Hans Urs von Balthasar, szwajcarski kardynał, teolog, wykładowca akademicki (ur. 1905)
  - Józef Baron, polski polityk ludowy, poseł na Sejm PRL (ur. 1920)
  - Gyula Gyenes, węgierski lekkoatleta, sprinter (ur. 1911)
  - Stanley Hudecki, kanadyjski polityk pochodzenia polskiego (ur. 1916)
  - Iwan Sinicyn, radziecki przemysłowiec, działacz gospodarczy, polityk (ur. 1911)
  - Wiktor Zotow, radziecki pilot wojskowy, as myśliwski (ur. 1919)
- 1989:
  - Wasilij Kulik, rosyjski seryjny morderca (ur. 1956)
  - Henryk Smarzyński, polski pedagog, dydaktyk, wychowawca, wykładowca akademicki (ur. 1906)
- 1990 – Joseph Carl Robnett Licklider, amerykański informatyk, wykładowca akademicki (ur. 1915)
- 1991:
  - Arkadij Adamow, rosyjski pisarz (ur. 1920)
  - Stanisław Kapuściński, polski entomolog, wykładowca akademicki (ur. 1910)
- 1992 – Buddy Rogers, amerykański wrestler pochodzenia niemieckiego (ur. 1921)
- 1993:
  - Roy Campanella, amerykański baseballista pochodzenia włoskiego (ur. 1921)
  - Ruth von Mayenburg, austriacka pisarka, tłumaczka, działaczka polityczna, agentka wywiadu radzieckiego (ur. 1907)
  - Piotr Starzyński, polski działacz opozycji antykomunistycznej (ur. 1950)
- 1995:
  - Celestyn Dzięciołowski, polski piłkarz (ur. 1924)
  - Zdzisław Marek, polski poeta, eseista (ur. 1923)
  - Mariusz Milski, polski poeta, mistyk (ur. 1946)
  - Kazimierz Wichniarz, polski aktor (ur. 1915)
- 1996 – Veronica Guerin, irlandzka dziennikarka (ur. 1958)
- 1997:
  - Israel Kamakawiwoʻole, hawajski muzyk, piosenkarz (ur. 1959)
  - Zdzisław Śliwiński, polski działacz kulturalny (ur. 1901)
- 1998:
  - Sero Chanzadian, ormiański pisarz, polityk (ur. 1915)
  - Mieczysław Marian Domaradzki, polski archeolog (ur. 1949)
- 1999 – Jiří Pelikán, czeski polityk, publicysta (ur. 1923)
- 2001:
  - Elżbieta Pietruska-Madej, polska filozof, wykładowczyni akademicka (ur. 1938)
  - Lalla Romano, włoska pisarka, poetka, dziennikarka (ur. 1906)
  - George Senesky, amerykański koszykarz (ur. 1922)
- 2002:
  - Dolores Gray, amerykańska aktorka (ur. 1924)
  - Jan Burda, polski dziennikarz radiowy (ur. 1972)
- 2003:
  - Marc-Vivien Foé, kameruński piłkarz (ur. 1975)
  - Denis Thatcher, brytyjski baronet, przedsiębiorca (ur. 1915)
- 2004 – Frank Teräskari, fiński sztangista (ur. 1921)
- 2005:
  - Filip Adwent, polski lekarz, polityk, eurodeputowany (ur. 1955)
  - Roland Ducke, niemiecki piłkarz (ur. 1934)
- 2007 – Jupp Derwall, niemiecki piłkarz, trener (ur. 1927)
- 2008:
  - Lilyan Chauvin, amerykańska aktorka (ur. 1925)
  - Maria Dembowska, polska bibliotekarka, bibliografka (ur. 1914)
  - Vladimír Plulík, słowacki taternik, himalaista (ur. 1963)
- 2010:
  - Algirdas Brazauskas, litewski polityk, prezydent i premier Litwy (ur. 1932)
  - Wasyl Jewsiejew, ukraiński piłkarz (ur. 1962)
  - Adam Zieliński, polski pisarz (ur. 1929)
- 2011:
  - Jan van Beveren, holenderski piłkarz, bramkarz (ur. 1948)
  - Heere Heeresma, holenderski prozaik, poeta, scenarzysta filmowy i telewizyjny (ur. 1932)
- 2012:
  - Ann Curtis, amerykańska pływaczka (ur. 1926)
  - Nora Ephron, amerykańska pisarka, dziennikarka, scenarzystka i reżyserka filmowa (ur. 1941)
  - Iurie Miterev, mołdawski piłkarz (ur. 1975)
- 2013:
  - Hervé Boussard, francuski kolarz szosowy (ur. 1966)
  - Bert Stern, amerykański fotograf (ur. 1929)
  - Jacek Walczewski, polski konstruktor rakiet balistycznych, meteorolog (ur. 1931)
- 2014:
  - Howard Baker, amerykański polityk (ur. 1925)
  - Iwan Pluszcz, ukraiński ekonomista, polityk (ur. 1941)
  - Remigiusz Jan Szczerbakiewicz, polski motocyklista wyścigowy (ur. 1938)
  - Moacyr José Vitti, brazylijski duchowny katolicki, arcybiskup Kurytyby (ur. 1940)
- 2015:
  - Marek Adam Jaworski, polski poeta, dziennikarz, publicysta (ur. 1928)
  - Jewgienij Primakow, rosyjski polityk, minister spraw zagranicznych, premier Rosji (ur. 1929)
- 2016:
  - Austin Clarke, kanadyjski pisarz (ur. 1934)
  - Kavalam Narayana Panicker, indyjski prozaik, poeta, reżyser teatralny (ur. 1928)
- 2017:
  - Henryk Sachs, polski piłkarz (ur. 1932)
  - Habib Thiam, senegalski polityk, premier Senegalu (ur. 1933)
- 2018:
  - Karol Fonfara, polski hokeista (ur. 1940)
  - Aleksander Główka, polski ekonomista, nauczyciel, harcerz Szarych Szeregów, żołnierz AK, działacz społeczny (ur. 1921)
  - Janina Jaroszyńska, polska aktorka (ur. 1930)
  - Henri Namphy, haitański generał, polityk, prezydent Haiti (ur. 1932)
  - Stefan Nieznanowski, polski historyk literatury (ur. 1933)
  - Daniel Pilon, kanadyjski aktor (ur. 1940)
- 2019:
  - Carlito Cenzon, filipiński duchowny katolicki, biskup Baguio (ur. 1939)
  - Bambis Cholidis, grecki zapaśnik (ur. 1956)
  - Ivan Cooper, północnoirlandzki polityk (ur. 1944)
  - Edith Scob, francuska aktorka (ur. 1937)
  - Zdzisław Tygielski, polski aktor, śpiewak operetkowy i musicalowy (ur. 1943)
  - Max Wright, amerykański aktor (ur. 1943)
- 2020:
  - Krzysztof Domaradzki, polski architekt, urbanista (ur. 1945)
  - Milton Glaser, amerykański grafik, ilustrator, plakacista (ur. 1929)
  - Julianus Kemo Sunarko, indonezyjski duchowny katolicki, biskup Purwokerto (ur. 1941)
  - Edgard Lindgren, rosyjski kierowca wyścigowy (ur. 1935)
  - Ludwik Tomiałojć, polski zoolog, ornitolog (ur. 1939)
- 2021:
  - Mike Gravel, amerykański polityk, senator (ur. 1930)
  - Abd al-Ilah Harun, katarski lekkoatleta, sprinter (ur. 1997)
  - Mir Hazar Khan Khoso, pakistański prawnik, sędzia, polityk, p.o. premiera Pakistanu (ur. 1929)
  - Frederic Rzewski, amerykański kompozytor, pianista (ur. 1938)
  - Andrzej Schmidt, polski muzykolog, historyk jazzu, pedagog (ur. 1922)
- 2022:
  - Thue Christiansen, grenlandzki nauczyciel, artysta, polityk, minister kultury i edukacji (ur. 1940)
  - Margaret Keane, amerykańska malarka (ur. 1927)
  - Jerzy Kopa, polski piłkarz, trener, działacz i menedżer piłkarski (ur. 1943)
- 2023:
  - Craig Brown, szkocki piłkarz, trener (ur. 1940)
  - Nicolas Coster, brytyjski aktor (ur. 1933)
  - David Ogilvy, brytyjski arystokrata, polityk (ur. 1926)
  - Władimir Siedow, kazachski sztangista (ur. 1988)
- 2024:
  - Peter Armbruster, niemiecki fizyk jądrowy (ur. 1931)
  - Siergiej Bieriezin, rosyjski hokeista (ur. 1971)
  - Mykoła Chriapa, ukraiński koszykarz (ur. 1979)
  - Karl-Hans Laermann, niemiecki inżynier, polityk, minister edukacji i nauki (ur. 1929)
  - Taiki Matsuno, japoński seiyū (ur. 1967)
  - Irena Nadolna-Szatyłowska, polska nauczycielka, sędzia żużlowa (ur. 1932)
- 2025:
  - Carolyn McCarthy, amerykańska polityk (ur. 1944)
  - Lalo Schifrin, argentyński kompozytor, pianista, dyrygent (ur. 1932)
  - Jarosław Studzizba, polski piłkarz (ur. 1955)
  - Zygmunt Wiatrowski, polski pedagog pracy (ur. 1928)